# Свято-Покровський кафедральний собор (Запоріжжя)
Свято-Покрóвський кафедрáльний собóр — культова споруда УПЦ МП, архієрейський собор Запорізької єпархії, пам'ятка архітектури та містобудування місцевого значення. Розташований в Олександрівському районі міста Запоріжжя, поблизу Соборної площі за адресою: Соборний проспект, 37.

## Історія
Перша церква, що розташовувалася на місці сьогоднішнього Свято-Покровського кафедрального собору, була побудована у 1778 році. Вона була переважно дерев'яною, тому було прийнято рішення розібрати її і побудувати на цьому священному місці новий храм.
5 травня 1886 року на місці колишньої Покровської церкви урочисто були закладені перші камені великого кам'яного Свято-Покровського собору. У 1890 році був відкритий п'ятиголовий храм із 44-метровою дзвіницею. Історія існування будівлі за проєктом відомого архітектора Костянтина Тона закінчилася з приходом більшовиків до влади: у 1930-ті роки XX століття вони зруйнували храм.
Свято-Покровський собор по своєму зовнішньому вигляду та місцерозташуванню був практично ідентичним з Александровським кафедральним собором. Храм отримав тоді назву завдяки старій назві міста Запоріжжя).
У 1993 році було прийнято рішення відтворити Свято-Покровський собор в його первозданному вигляді. Для цього людям, які розробляли Свято-Покровський кафедральний собор довелося вивчити велику кількість історичних архівів Москви і Санкт-Петербурга.
Архітектор Дмитро Романов знайшов у Синодному архіві Санкт-Петербурга фотографії собору, який діяв до жовтневого перевороту 1917 року. Відбудова храму тривала 14 років.
14 жовтня 2007 року Свято-Покровський кафедральний собор заввишки 53 метра був освячений. Після літургії відбувся урочистий хресних хід, під час якого був освячений монумент Пресвятої Богородиці біля входу до собору.
18 жовтня 2023 року, під час нічного ракетного удару по Запоріжжю, зазнав суттєвих руйнувань Свято-Покровський кафедральний собор Запорізької єпархії УПЦ (МП), внаслідок чого в будівлі собору вибиті шибки, зламані віконні рами та пошкоджений фасад.

## Архітектура
Свято-Покровський кафедральний собор нині являє собою тринавову п'ятибанну хрестоподібну в плані храмову споруду висотою у 53 метри при довжині осей 38 м та 18 м з орієнтуванням північний захід — південний схід, яка прикрашає центральну площу старого міста (зараз — Соборна площа). Її багатошаровий обсяг, досягнутий за рахунок невеликого виносу окремих частин споруди та широких декоративних карнизів, створює візуальну легкість загального образу.
Окремі лементи: спрямовані увись витягнуті арки, кутові башти основного периметра на високих світлових барабанах, гранований центральний купол під шатровим завершенням, декоративні щипці, руст основної площини стін, трилопатеві арки завершень осей, невеликі ліпні акценти пілястр, парні напівколони, гладкий напівкруг апсиди[джерело?].

## Сучасний стан
У Свято-Покровському кафедральному соборі проводяться богослужіння вірян. Наразі триває реконструкція південного фасаду собору.

## Світлини

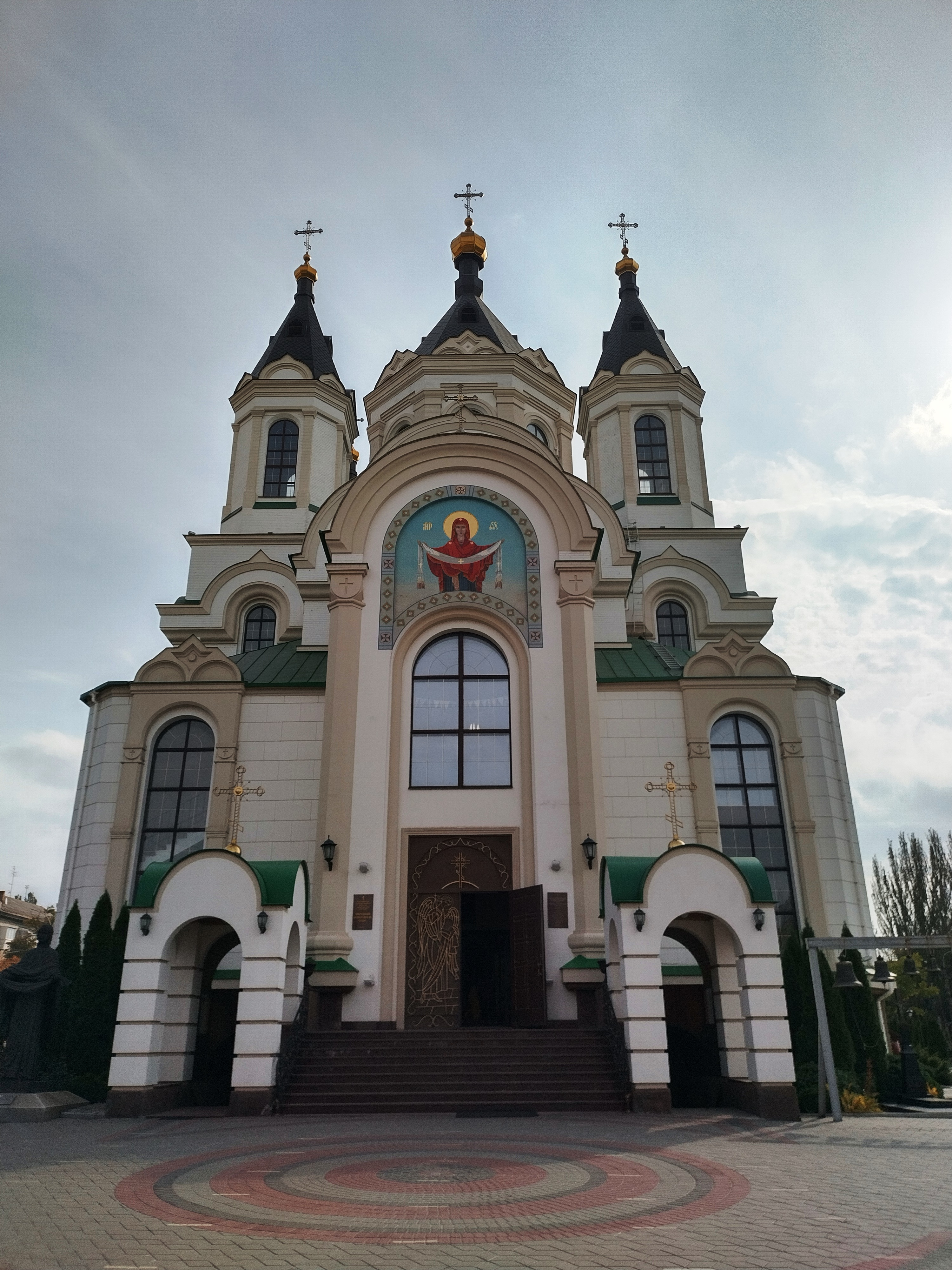
Скульптура Пресвятої Богородиці з омофором
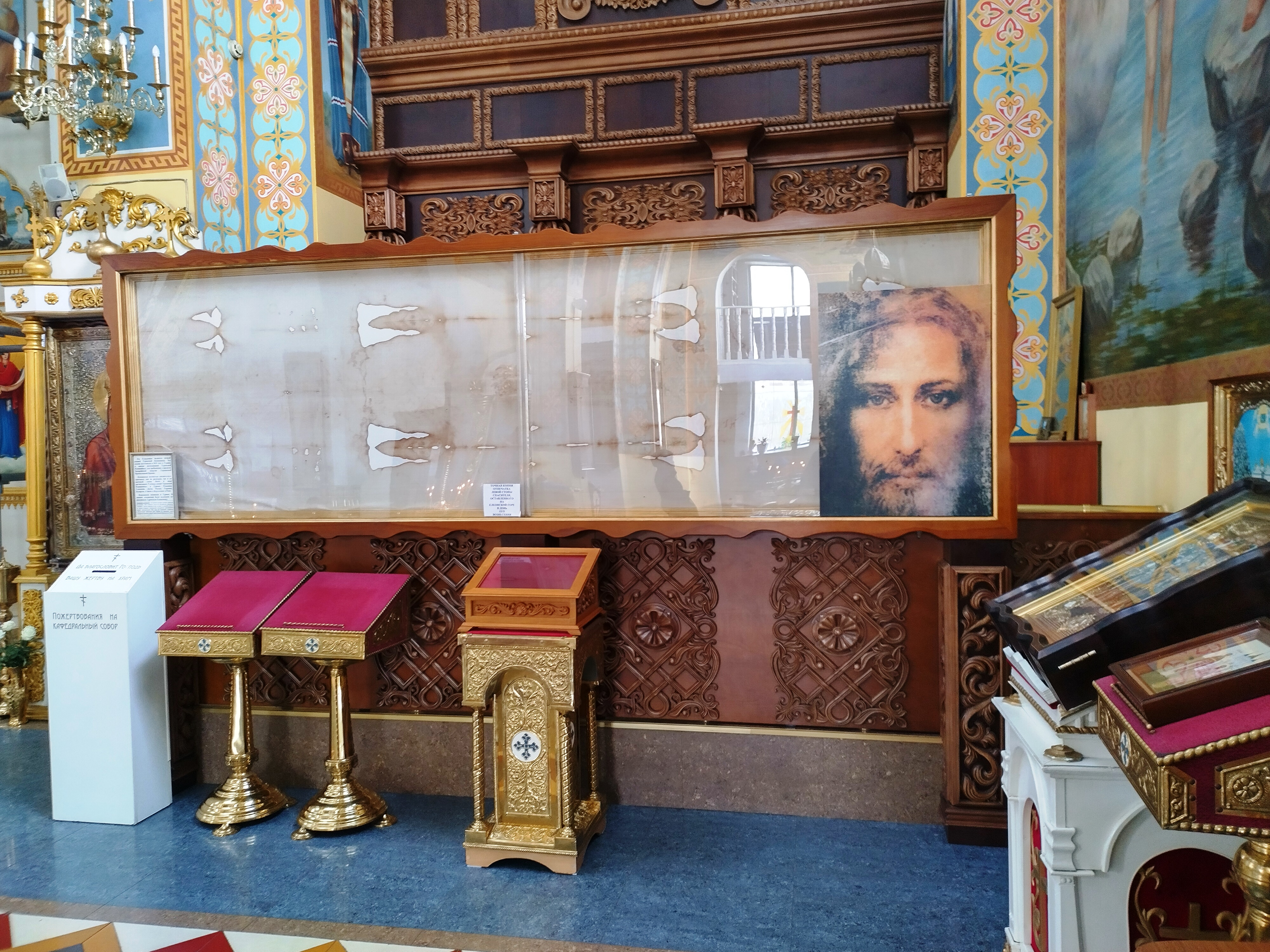
Копія Туринської плащаниці
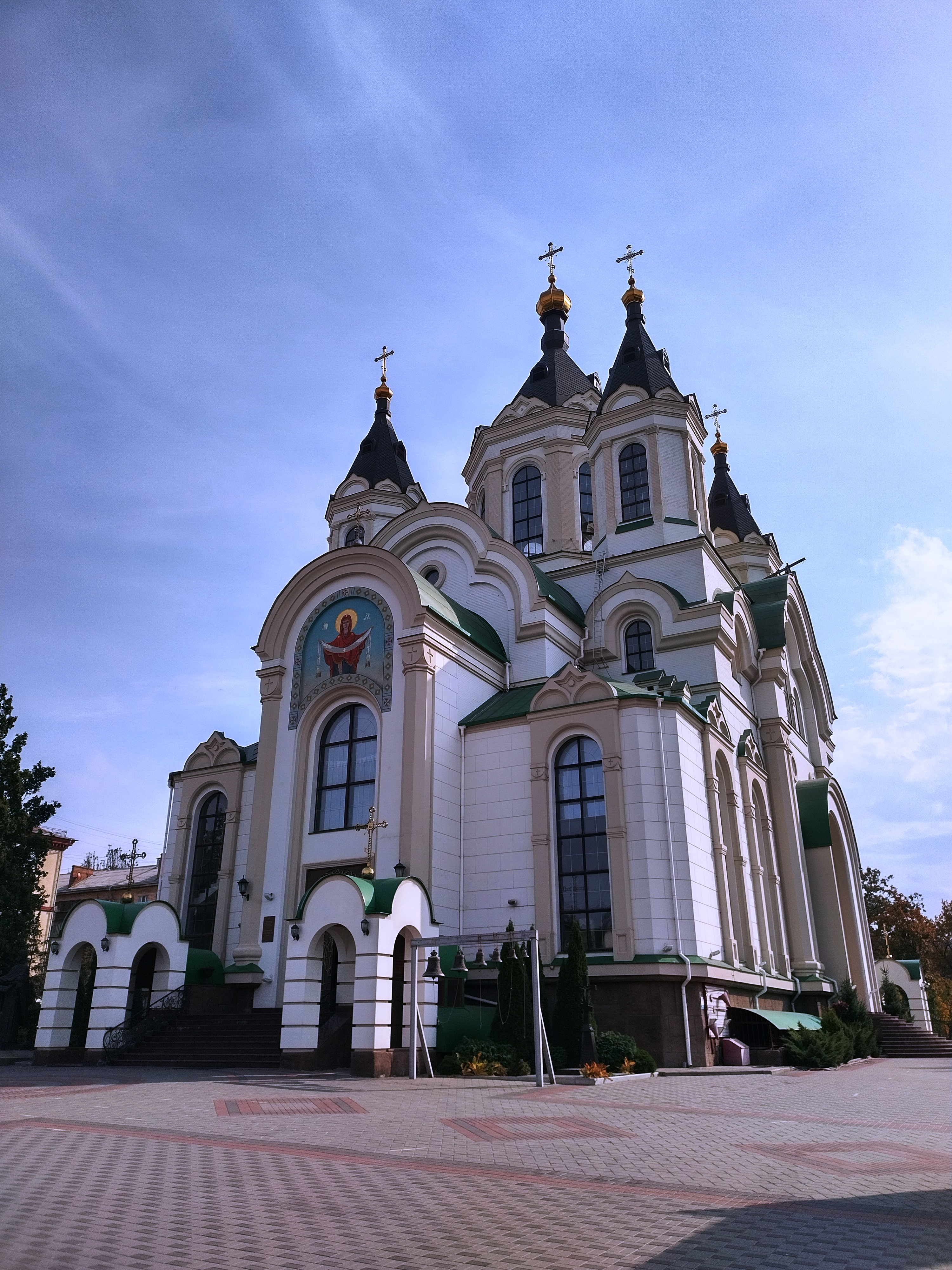
Фасад собору
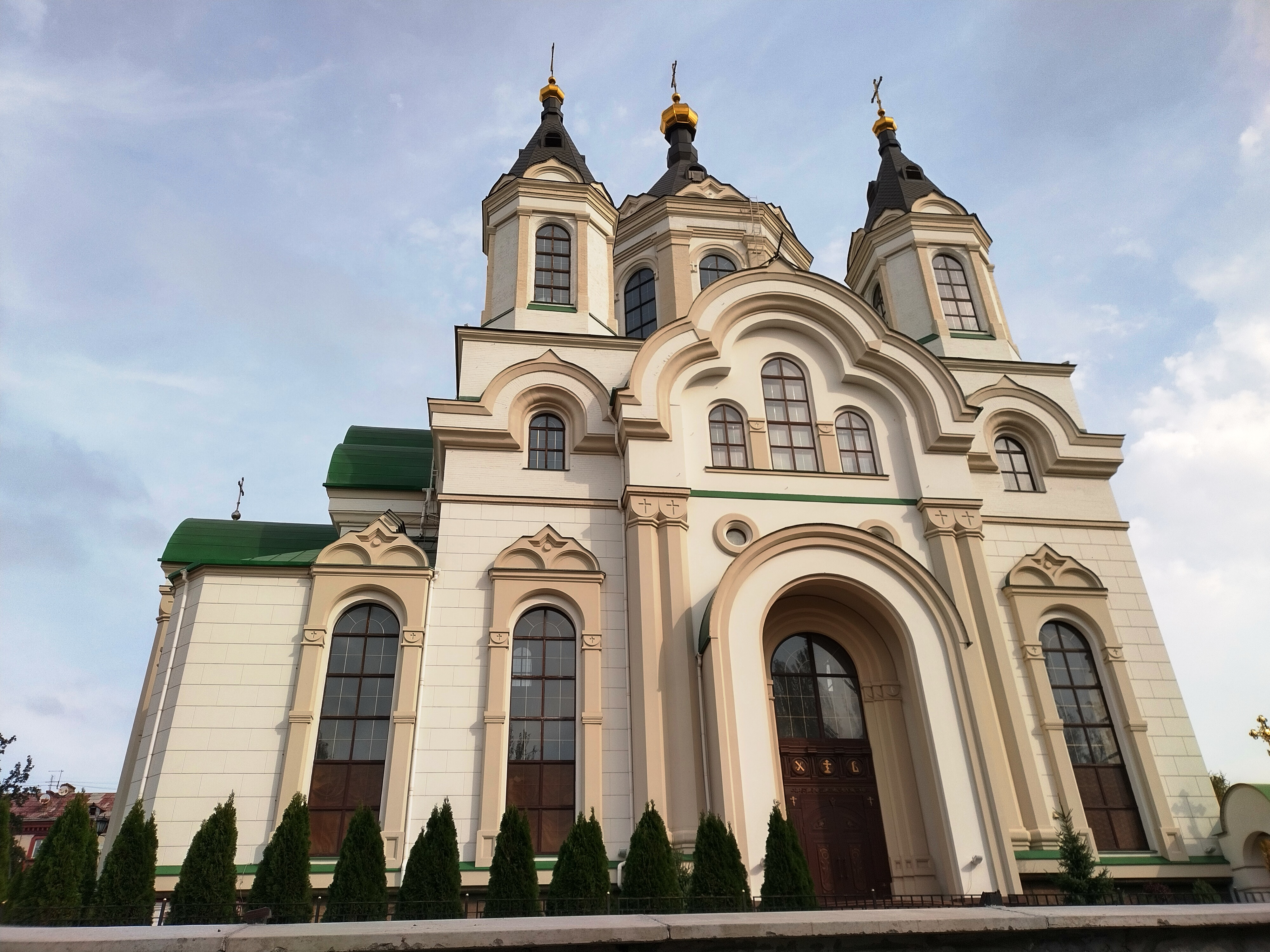
Краєвид з вулиці Поштової
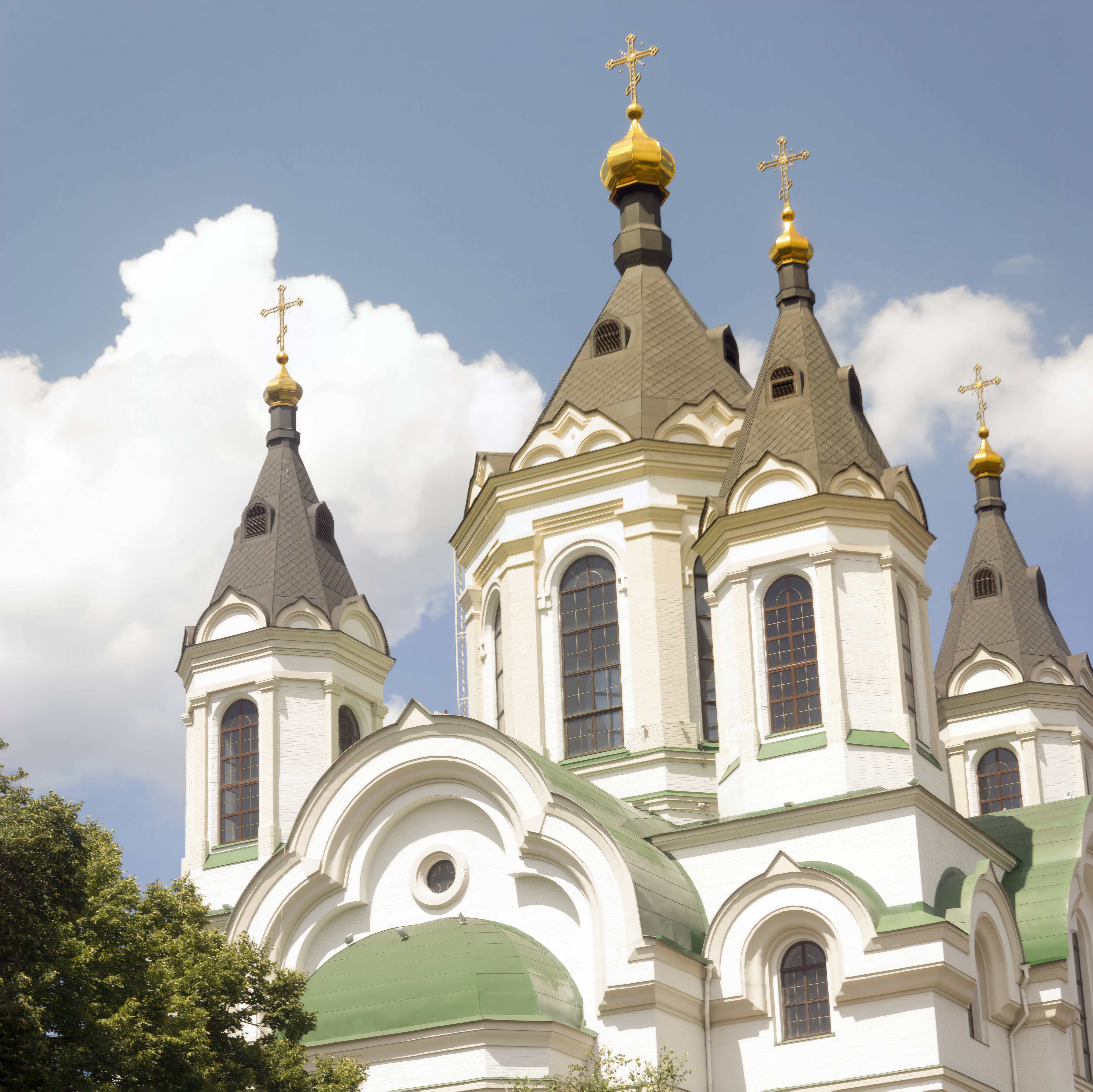